# Берёзовка (приток Пайдугины)
Высота истока — 132 м над уровнем моря. Площадь водосборного бассейна — 1750 км².
Берёзовка — река в России, протекает по Томской области. Устье реки находится в 200 км по правому берегу реки Пайдугина. Длина реки составляет 168 км.

## Бассейн
- 13 км по левому берегу: Ярашкина 16 км
- 25 км по левому берегу: Летняя 22 км
- 30 км по правому берегу: Сосновая 14 км
- 44 км по левому берегу: Верхняя Летняя 15 км
- 48 км по правому берегу: Лосевая 24 км
- 62 км по левому берегу: Медвежья 25 км
- ? км по правому берегу: Кедровый
- 77 км по правому берегу: Поньжевая 11 км
- 86 км по правому берегу: Ельцовая 33 км
  - 8 км по правому берегу: Правая Ельцовая 11 км
  - 10 км по левому берегу: Ломная 15 км
  -  ? км по левому берегу: Крестовая
- ? км по правому берегу: Болотный
- ? км по правому берегу: Сухой
- ? км по левому берегу: Лосиный
- ? км по правому берегу: Восточный
- ? км по правому берегу: Граничная

## Данные водного реестра
По данным государственного водного реестра России относится к Верхнеобскому бассейновому округу, водохозяйственный участок реки — Кеть, речной подбассейн реки — бассейн притоков (Верхней) Оби от Чулыма до Кети. Речной бассейн реки — (Верхняя) Обь до впадения Иртыша.